# Luiz Maria de Souza Delgado
Luiz Maria de Souza Delgado (Olinda, 11 de abril de 1906 - Olinda, 06 de setembro de 1974), foi poeta, ensaísta, cronista, jornalista, historiador, jurista. Era o segundo dos três filhos de José Maria de Souza Delgado e de Elvira Ramos Delgado. Casou-se com Lola Marques Delgado, com quem teve cinco filhos: José Luiz, José Francisco, Maria Izabel, José Antônio e Maria Rosa.
Foi professor catedrático da Faculdade de Direito do Recife no século XX.

## Biografia
Sua educação primária e secundária foi no Colégio Arquidiocesano de Olinda. Formou-se pela Faculdade de Direito do Recife em 1926, sendo aluno laureado e orador de sua turma.
Foi Secretário do Interior e Justiça do Governo constitucional de Carlos de Lima Cavalcanti no Estado de Pernambuco, e Secretário de Educação no governo do interventor Demerval Peixoto. 
Entrou no Instituto Arqueológico, Histórico e Geográfico Pernambucano em 1931. Integrou também o Instituto Histórico de Olinda. 
Participou do movimento da Redemocratização em Pernambuco, influenciado pelos ideais democráticos do pensador católico Jacques Maritain, chegando inclusive a criar o Centro de Estudos Jacques Maritain, sociedade intelectual que teve pouca duração.
Foi Presidente da Ação Católica da Arquidiocese de Olinda e Recife, e o último diretor do periódico A Tribuna, publicação oficial da Arquidiocese, de 1948 a 1961.
Ainda como jornalista, colaborou em vários jornais, em especial no Jornal do Commercio do Recife, desde 1928 até sua morte, onde mantinha a coluna diária Notas Avulsas, e a semanal Idéias, livros e fatos.
Foi o segundo ocupante da Cadeira nº 6 da Academia Pernambucana de Letras, cujo patrono é José da Natividade Saldanha. Foi por três mandatos presidente da Academia, sendo o responsável pela aquisição da sede própria da entidade, conseguida por intermédio do Governador Paulo Guerra, em 1966. Ocupou, na Academia Olindense de Letras, da qual é membro fundador, a cadeira de nº 7.
Membro do Conselho Estadual de Cultura, presidido por Gilberto Freyre, desde a criação do Conselho (1969) até seu falecimento. Ocupou a vice-presidência do Conselho, e criou e presidiu a Comissão de História Local.
Professor Catedrático, por concurso público realizado em 1934, de Direito Administrativo da Faculdade de Direito do Recife, atualmente Faculdade de Direito do Recife da Universidade Federal de Pernambuco. No mesmo ato em que tomou posse, foi-lhe conferido o grau de Doutor em Direito. Seu filho, José Luiz Marques Delgado, também se tornaria professor na mesma Faculdade a partir de 1970 (contemporâneos, por tanto, por alguns anos), sendo este, atualmente, o decano da Faculdade.
Também ensinou Filosofia Geral na Faculdade de Filosofia, Ciências e Letras da UFPE (Catedrático e fundador da cadeira); Sociologia Geral na Faculdade de Filosofia do Recife (FAFIRE); e Filosofia do Direito na Universidade Católica de Pernambuco.

## Homenagens e reconhecimento
Em 1974, poucos meses antes de sua morte, foi homenageado com a Medalha de Mérito "Cidade do Recife", através do Decreto N° 10.346 de 08 de maio de 1974 que foi assinado pelo então prefeito Augusto Lucena.
Atualmente, levam seu nome uma Escola Estadual no Recife e um viaduto que liga a cidade de Olinda ao Recife.

## Obras principais

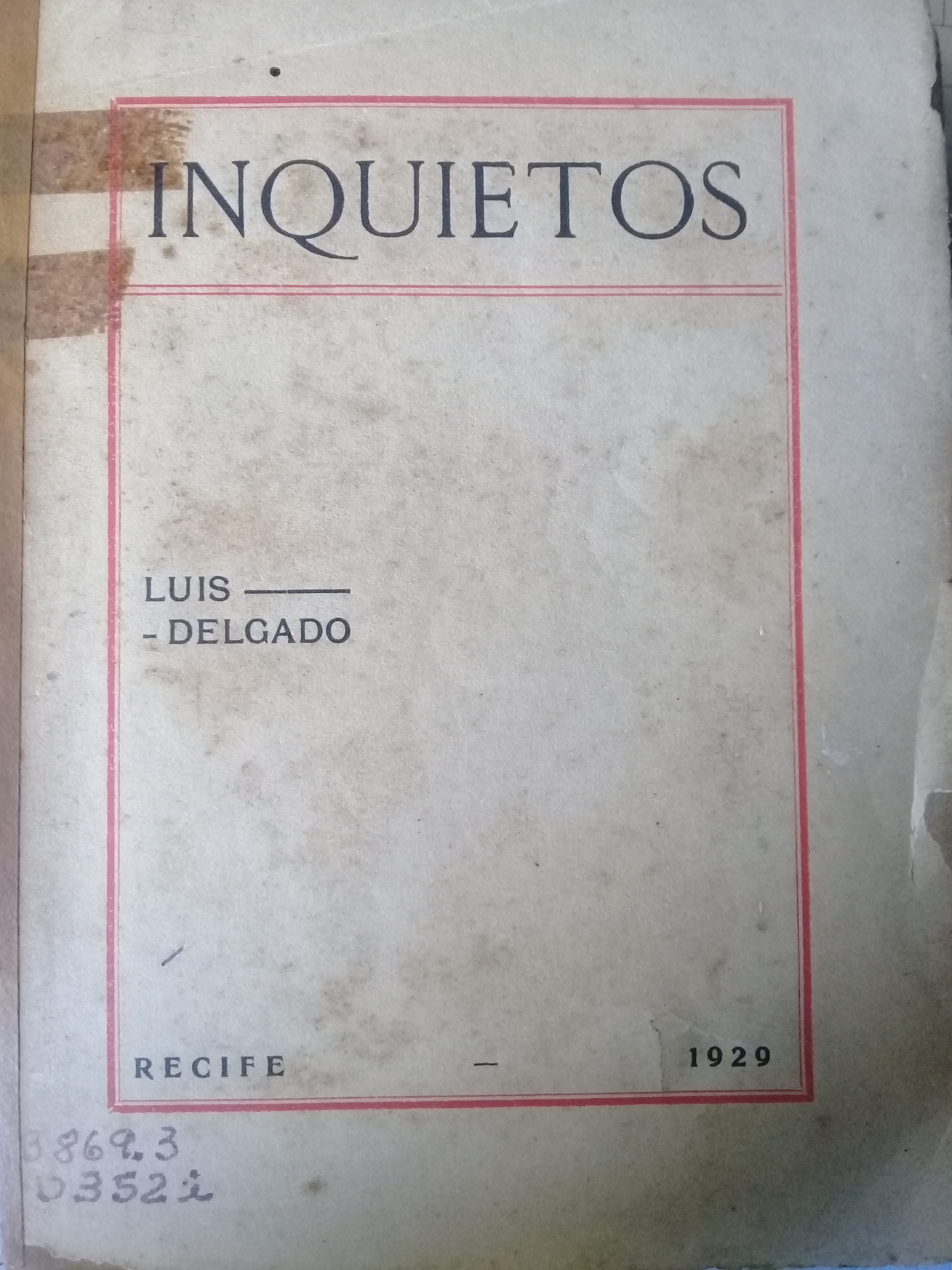

Sua primeira obra literária, o romance Inquietos (1929) atraiu a atenção positiva da crítica nacional, em especial de Alceu Amoroso Lima, pela seriedade com que tratava dos anseios da mocidade da época.
Entre suas publicações, algumas póstumas, se destacam:
Livros
• Inquietos (1929) *
• Rui Barbosa: Tentativa de compreensão e de síntese (Livraria José Olímpio Editora, 1945 - nº 48 da coleção "Documentos brasileiros")
• Lopes Gama - trechos escolhidos (nº 31 da coleção "Nossos Clássicos" da Editora Agir, 1958)
• Motivos Universitários (Imprensa Universitária UFPE, 1966) *
• Lição portuguesa e experiência brasileira (Imprensa Universitária UFPE, 1968) *
• Gestos e Vozes de Pernambuco, (Editora Universitária UFPE, 1ª ed: 1970; 2ª ed: 2008) *
• Compêndio Elementar de Direito Administrativo (Editora Universitária UFPE, 1ª ed.: 1970; 2ª ed.:1975) *
• Quadro Histórico do Direito Brasileiro (Ed. Universitária da UFPE, 1974) *

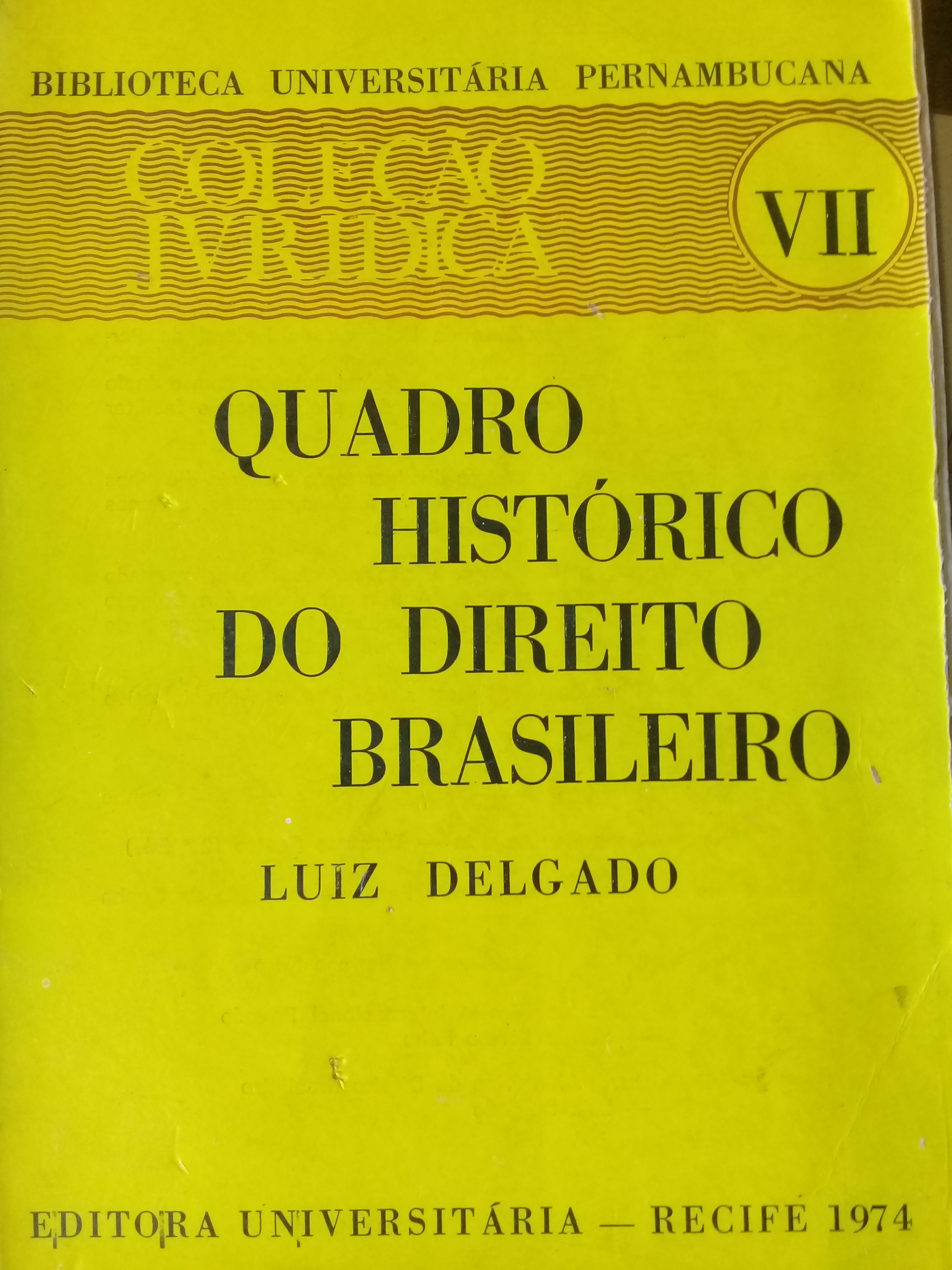

• Carlos de Lima Cavalcanti: um ‘Grande’ de Pernambuco (CEPE, 1975)
Poesias
• Mundo guardado (o Gráfico Amador, 1958)
• Via Sacra (1963)
• A túnica da alma (1970)

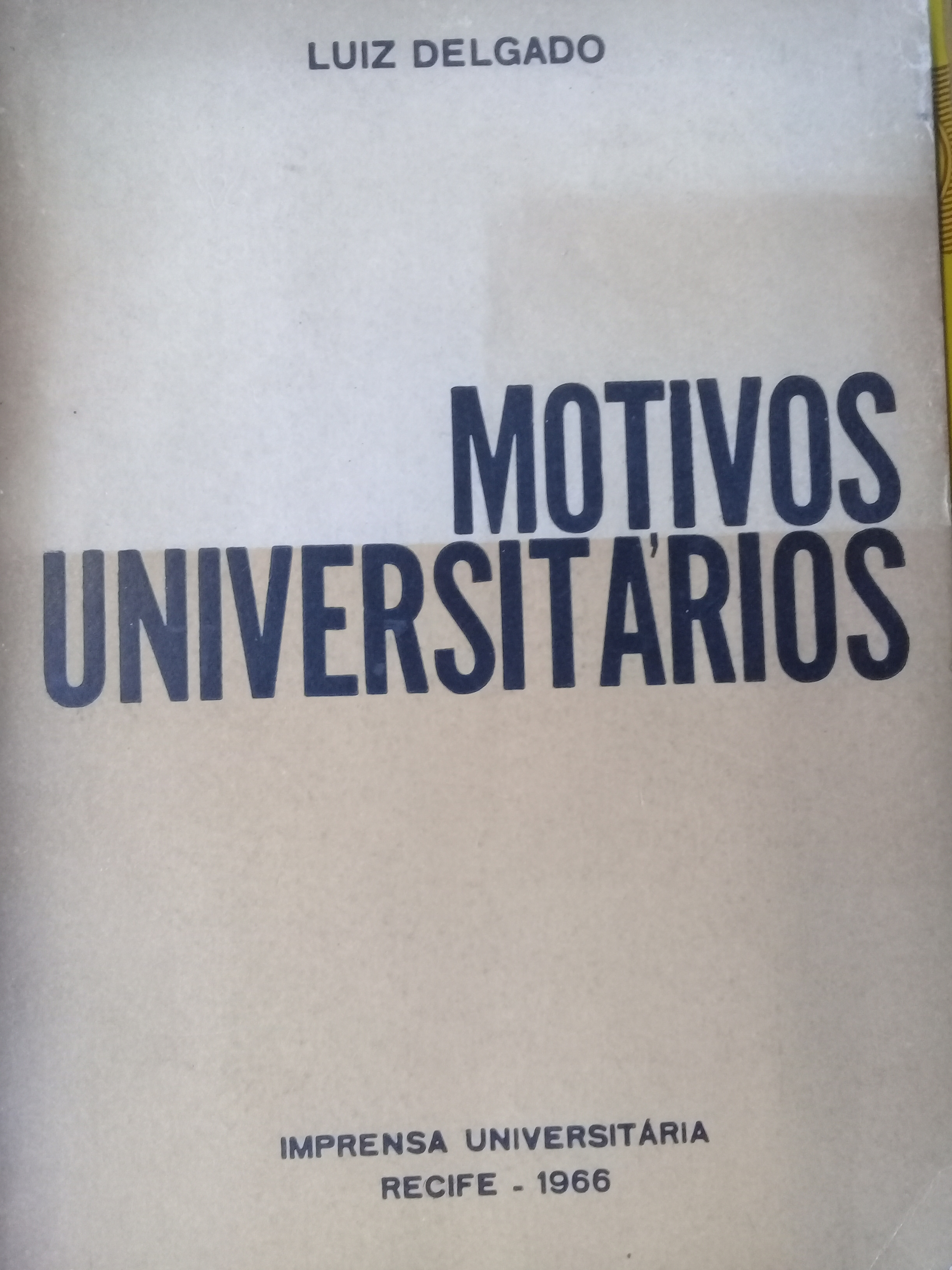

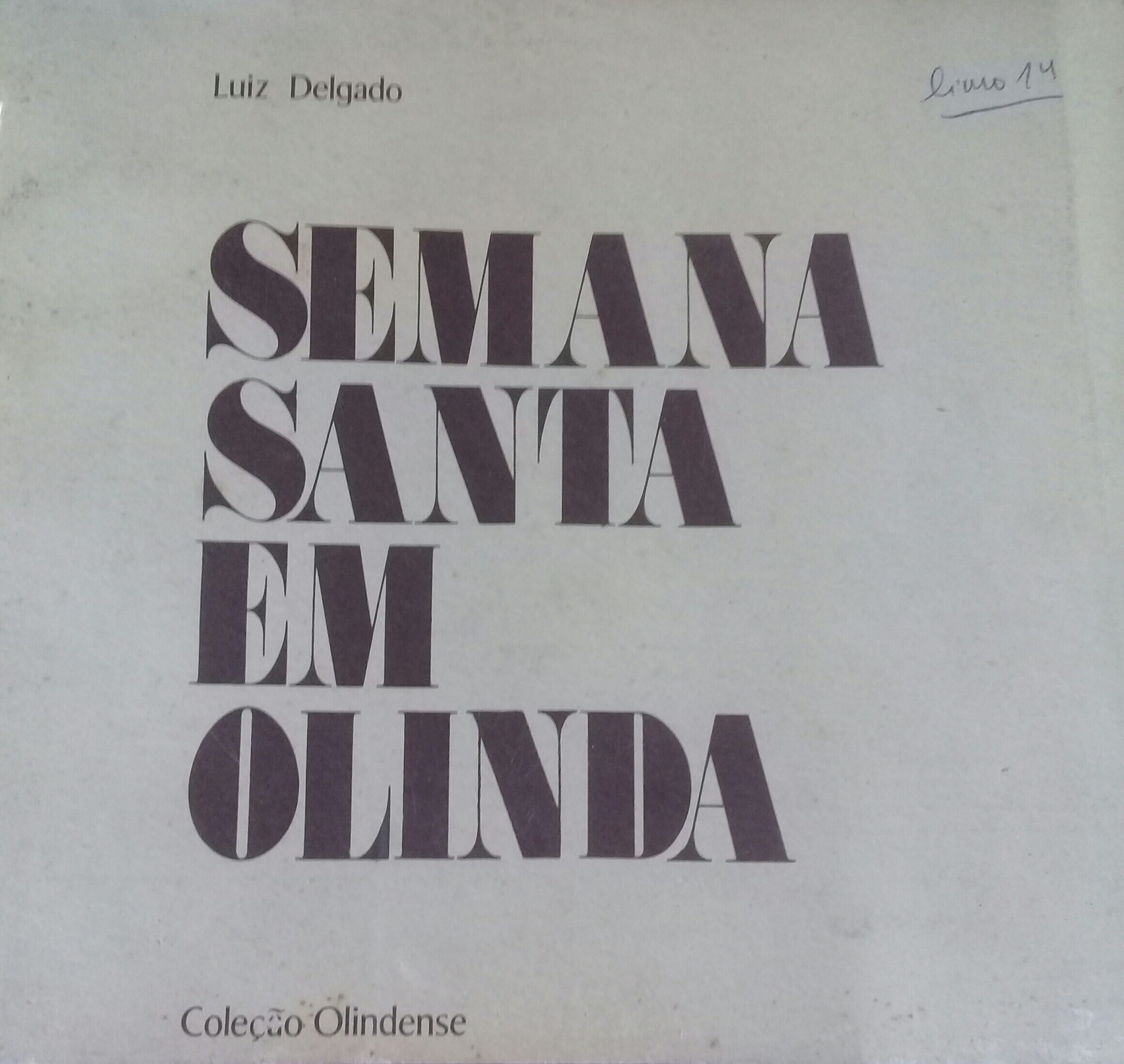

• Semana Santa em Olinda (Ed. da Prefeitura de Olinda, 1ª ed: 1977, 2ª ed: 2013. Póstumo) *
Teses
• Direito Positivo e Direito Natural (1930)
• O dever do Estado relativamente à assistência aos mais capazes (1932)
• Dois sistemas: a ordem jurídica positiva e o direito institucional (1933)
• O aspecto social nas questões financeiras (1936)
• Autarquias: função social e aspectos jurídicos (1940)
Opúsculos
• Jackson de Figueiredo, em memória (1928)
• Um aspecto da monarquia (1934)
• Alguns aspectos do problema da liberdade (1943)
• A Restauração Pernambucana (1954)
• Dois discursos sobre Andrade Bezerra (1958) *
• A Liga Eleitoral Católica: uma jornada (1959)
• Escravos em Olinda sob a Lei Rio Branco (1967)
• A Convenção do Beberibe (1972) *

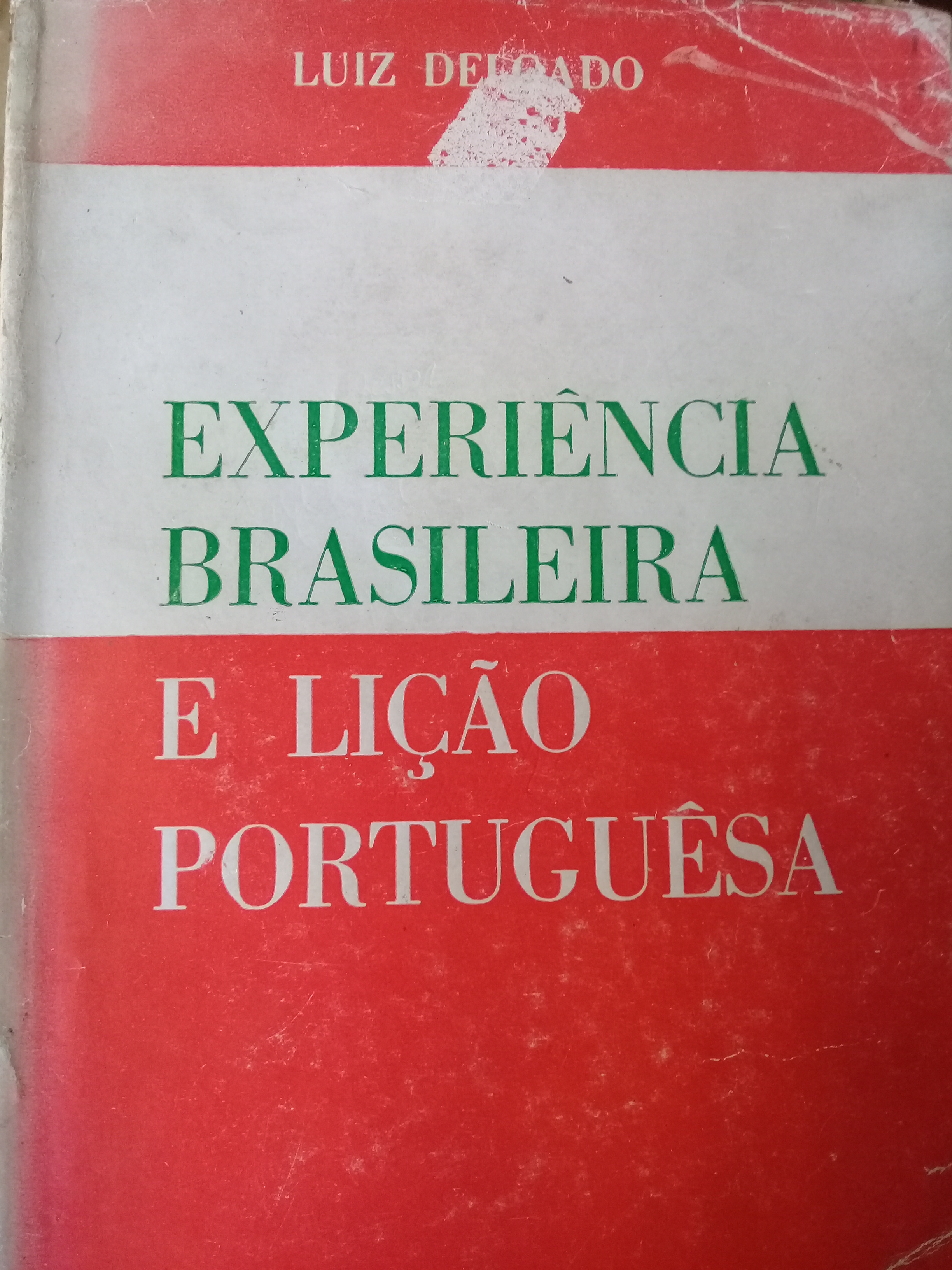

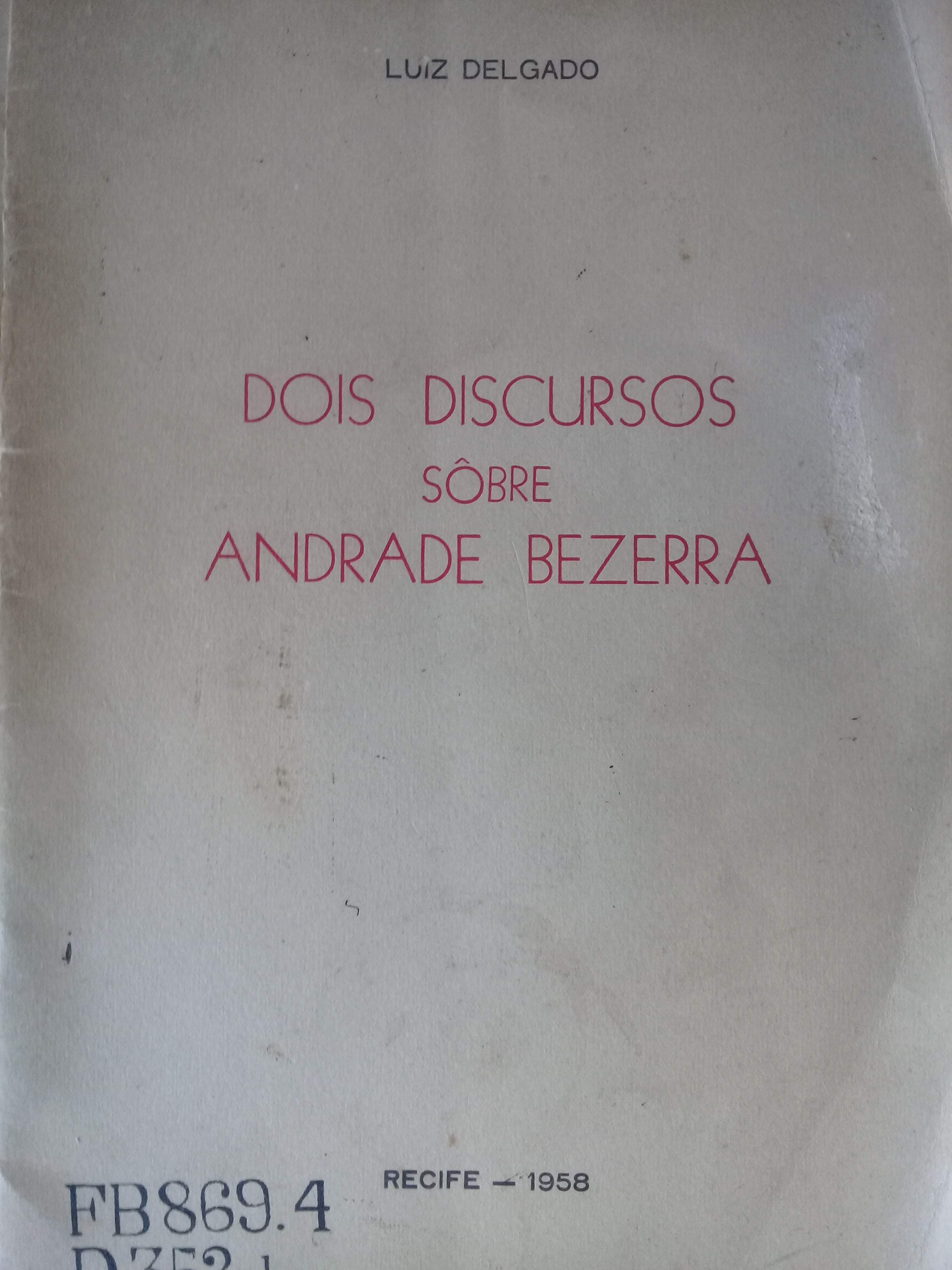

• O convento de Santa Teresa em Olinda (Editora Universitária da UFPE, 1979. Póstumo)
*Os livros com asterisco estão disponíveis na Coleção Especial da Biblioteca da Faculdade de Direito do Recife.
Decorridos dez anos de seu falecimento, foi editado o livro Almas e destinos pernambucanos (Ed. da Fundarpe, 1985), reunindo alguns de seus artigos na imprensa. Publicação do Governo do Estado de Pernambuco.
Sobre ele se escreveram, dentre outros, os seguintes livros: O filosofar de Luiz Delgado, de José Rafael Menezes, e "O mundo guardado de Luiz Delgado", de Maurício Reinaux. É citado também no livro Memórias de Olinda, de Luiz Beltrão, onde é tratado como "O Cavaleiro de Santa Tereza".